# Hydrochus crenatus
Hydrochus crenatus är en skalbaggsart som först beskrevs av Fabricius 1792.  Hydrochus crenatus ingår i släktet Hydrochus, och familjen gyttjebaggar. Arten är reproducerande i Sverige.